# Coua de Serrès
Coua serriana
Espèce
Statut de conservation UICN

 LC  : Préoccupation mineure
Le Coua de Serrès (Coua serriana) est une espèce d'oiseau endémique de Madagascar, appartenant à la famille des Cuculidae.